# Фогт
Фогт или фохт (нем. Vogt, от ср.-век. vocatus, от лат. advocatus — призванный на помощь) — в Средние века: 
- В Германии и Швейцарии — чиновник, наместник императора (нем. Reichsvogt), причём различались городской фогт (нем. Stadtvogt) и земский фогт (ландвойт; нем. Landvogt), он же и судья. С XI века должность фогта превращается в наследственный лен.

- В Средневековой Европе — светское должностное лицо в церковных владениях епископа или монастыря, наделённое судебными, административными и фискальными функциями (управитель церковных земель). В Чешском королевстве известно под названием рихтарж.

Земли, в которых стал действовать фохт, стали называться «имперскими фохтствами» (Reichsvogtei) или «фохтствами».